# Jean-François Géorgel
Jean-François Géorgel (Bruyères, 29 de enero de 1731-Bruyères, 1813) fue un clérigo francés, abad y miembro de la Compañía de Jesús.
Es particularmente conocido por los seis volúmenes de sus memorias sobre la Revolución Francesa titulados Mémoires pour servir à l'histoire des événements de la fin du dix-huitième siècle. También escribió Voyage de St Pétersbourg en 1800. Ambas obras fueron publicadas por su sobrino en 1818.

## Publicaciones
- Réponse à un écrit anonyme, intitulé : Mémoire sur les rangs et les honneurs de la cour, París, Le Breton & Veuve Duchesne, 1771 (en octavo). Ouvrage lors de la polémique touchant la prétention des Rohan au titre de Prince. Géorgel, co-adjuteur du cardinal de Rohan, Louis René Édouard de Rohan, défendit bien entendu le titre de prince.
- Mémoires pour servir à l'histoire des événemens [sic] de la fin du dix-huitième siècle (6 vol.). Paris: Librairies Alexis Eymery et Delaunay. 1817–1818.
- Voyage à Saint-Pétersbourg en 1799-1800, publicado por M. Georgel, sobrino del autor, París : A. Eymery, 1818 (en octavo, 487 p. ).